# 5192 Ябукі
5192 Ябукі (5192 Yabuki) — астероїд головного поясу, відкритий 4 лютого 1991 року.
Тіссеранів параметр щодо Юпітера — 3,138.
Названо на честь Ябукі (яп. やぶき(矢吹)).